# Medcem Cameroun
 (avril 2016).
Si vous disposez d'ouvrages ou d'articles de référence ou si vous connaissez des sites web de qualité traitant du thème abordé ici, merci de compléter l'article en donnant les références utiles à sa vérifiabilité et en les liant à la section « Notes et références ».
Medcem Cameroun est une filiale du groupe turc de matériaux de construction Eren Holding. Elle produit et vend au Cameroun du ciment, des granulats et du béton prêt à l'emploi.